# Tanella Boni
Tanella Suzanne Boni (Abidjan, 1º gennaio 1954) è una scrittrice, poetessa, saggista e filosofa ivoriana.

## Biografia
Professoressa di filosofia all'università di Cocody ad Abidjan, è titolare di un Dottorato in Lettere all'università Paris IV in Francia. Organizzatrice del Festival internazionale di poesia ad Abidjan, è stata presidentessa dell'associazione degli scrittori ivoriani dal 1991 a 1997. 
Dal 2001, è membro dell'Accademia Mondiale della Poesia che ha sede in Italia a Verona.
Ha avuto vari riconoscimenti internazionali tra cui il premio del grande scrittore post-coloniale Ahmadou Kourouma nel 2005 con l'opera Matins de couvre-feu ed è anche impegnata nella letteratura per ragazzi.
È una delle donne scrittrice africane più famose. 

## Opere
- 2011 : (L'avenir a rendez-vous avec l'aube), (L'avvenire ha appuntamento con l'alba) -poesia-, La Roque d'Anthéron, Vents d'ailleurs.
- 2010 : (Jusqu'au souvenir de ton visage), (Fino al ricordo del tuo volto) -poesia-, edizione Alfabarre.
- 2008 : (Que vivent les femmes d'Afrique), (Che vivano le donne d'Africa) -saggio-, Éditions Panama.
- 2006 : (Les nègres n'iront jamais au paradis), (I negri non andranno mai in paradiso), éditions du Rocher.
- 2005 : (Matins de couvre-feu), (Mattine di coprifuoco), Serpent à plumes.
- 2004 : (Gorée île baobab), (Gorée isola baobab), Trois-Rivières (Québec).
- 2004 : (Ma peau est fenêtre d'avenir), (La mia pelle è finestra del futuro), édition La Rochelle.
- 2002 : (Chaque jour l'espérance), (Ogni giorno la speranza), édition L'Harmattan.
- 2001 : (L'Atelier des génies), (L'officina dei geni) -racconto per ragazzi-, Éditions Acoria.
- 1997 : (Il n'y a pas de parole heureuse), (Non esiste una parola felice) -poesia-, Éditions Le bruit des autres
- 1995 : (Les baigneurs du Lac rose),(I baganti del lago rosa), éditions Africaines du Sénégal.
- 1993 : (Grains de sable), (Granelli di sabbia) -poesia-, Éditions Le bruit des autres.
- 1992 : (La Fugue d'Ozone) (La fuga d'ozona) - racconto per ragazzi-, éditions NEA/EDICEF.
- 1991 : (De l'autre côté du soleil), (Dall'altra parte del sole) -racconto per ragazzi-, EDICEF.
- 1990 : (Une vie de crabe), (Una vita di granchio), éditions Africaines du Sénégal.
- 1984 : (Labyrinthe),(Labirinto)-poesia-, éditions Akpagnon.